# Trudi Hürlimann
Gertrud «Trudi» Louise Hürlimann-Stiefel (* 19. September 1918 in Wil SG; † 7. Februar 2013 in Cham ZG; heimatberechtigt in Richterswil) war eine Schweizer Malerin.

## Leben und Werk
Die Familie Stiefel lebte in ihrer Kindheit und Jugend im Hof zu Wil. Sie besuchte die Primarschule in Wil, wo sie vom Maler Karl Peterli porträtiert wurde. Sie absolvierte ihre Matura in Trogen. Von 1938 bis 1940 machte sie Sprachstudien in Montpellier und Genf, während sie Zeichenunterricht bei Alexandre Blanchet an der École des Beaux-Arts in Genf. 1940 bis 1946 studierte sie an der Akademie Henry Wabel in Zürich. 1946 bis 1947 nahm sie Malunterricht bei Albert Pfister. Seit 1948 wohnte sie in der Region Zug.
Neben Ölgemälden umfasst das Werk von Hürlimann-Stiefel auch Bleistiftzeichnungen, wie ein Einblick in das Werk der Künstlerin 1960 zeigte.